# Ebtissam Mohamed
Ebtissam Zayed Ahmed Mohamed (Suez, 25 september 1996) is een Egyptische wielrenster. Ze was in 2016 de eerste Egyptische (baan)wielrenster ooit om deel te nemen aan de Olympische Spelen.

## Carrière
Ebtissam begon op jonge leeftijd met sporten. Op vijfjarige leeftijd koos ze eerst voor zwemmen en switchte vervolgens naar kickboksen om niet veel later terug te keren tot de zwemsport. Onder invloed van haar coach Mohamed Ibrahim Khalifa maakte ze in 2008 de overstap naar de fiets. Initieel was het haar ambitie om triatleet te worden.
In 2013 nam Ebtissam Zayed voor het eerst deel aan de Afrikaanse kampioenschappen wielrennen voor junioren. Ze behaalde zilver op het wegwielrennen en de ploegentijdrit, en brons tijdens de individuele tijdrit.
Een jaar later werd Ebtissam Zayed Afrikaans kampioene op de weg en nam ze voor het eerst deel aan een wereldkampioenschap. Ze maakte deel uit van de Egyptische selectie voor de wereldkampioenschappen wegwielrennen en tijdrijden voor junioren. Ze werd respectievelijk 73ste en 47ste.
In 2016 Ebtissam nam succesvol deel aan de Afrikaanse kampioenschappen baanwielrennen. Ze behaalde goud in de keirin, sprint, afvalling, maddison en puntenkoers. Daarnaast behaalde ze zilver op de 500m, achtervolging en teamsprint. Omwille van haar resultaten werd ze gekozen voor de Egyptische selectie voor de Olympische Spelen in Brazilië. Ze eindigde 27ste tijdens de kwalificaties.
Tijdens de Afrikaanse Kampioenschappen baanwielrennen in Durban (2017), behaalde ze goud in de individuele achtervolging, scratch en keirin. Haar overwinningen droeg ze op aan haar ploeggenoot Eslam Nasser Zaki die overleed tijdens de kampioenschappen.
Al’Asayl Cycling Team, het eerste Arabische vrouwenteam, werd in 2018 opgericht. Ebtissam werd gevraagd om er deel van uit te maken. Datzelfde jaar behaalde ze goud op zeven disciplines tijdens het Afrikaans Kampioenschap baanwielrennen (keirin, sprint, ploegensprint, achtervolging, ploegenachtervolging, puntenkoers en scratch). Het Al’Asayl Cycling Team stopte na één seizoen.
Tijdens Nations Cup-wedstrijden en Afrikaanse kampioenschappen bleef Zayed de daaropvolgende jaren consequent goede resultaten behalen. Dit zorgde ervoor dat ze in 2020 geselecteerd werd om Egypte te vertegenwoordigen op de Olympische Spelen in Tokio. Tijdens het omnium kwam ze, samen met negen andere rensters waaronder Lotte Kopecky, zwaar ten val. Ondanks het advies van de dokter trok ze zich niet terug, reed de puntenkoers uit en eindigde op een 18de plaats.
In 2021 reed ze gedurende één seizoen voor het Dubai Police Cycling Team.
Ze werd in 2022 zowel Arabisch als Afrikaans kampioene op de weg. Daarnaast won ze elke etappe en het eindklassement in de Ronde van Burundi.
Op 1 januari 2023 werd het continentale Zaaf Cycling Team, vernoemd naar Abdel Kader Zaaf, opgericht. Via de ploeg kon ze deelnemen aan verschillende Europese wedstrijden, waaronder Gent-Wevelgem, Dwars door Vlaanderen, Ronde van Vlaanderen en Parijs-Roubaix. De opgedane ervaringen nam ze mee naar kleinere wedstrijden zoals deze in Vrasene, Deinze en Zottegem. Op 26 april liet haar Ebtissam haar contract met de ploeg ontbinden omwille van de financiële problemen van het team. Dit wielerseizoen verlengde ze haar titel Arabische titel op de weg en werd ze ook Arabische kampioene tijdrijden. Daarnaast behaalde ze goud op de Egyptische kampioenschappen wegwielrennen en tijdrijden.
Sinds 2024 rijdt ze voor het Dubai Police Cycling Team. Ze behaalde verschillende podiumplaats tijdens Belgische wielerwedstrijden in Kieldrecht, Schellebelle en Kontich. Ebtissam won de GP de l’Administration Communale en verlengde haar Egyptische titels op de weg en in het tijdrijden. Daarnaast nam ze deel aan de Olympische Spelen in Parijs, waar ze 21ste werd in het omnium.

## Privé
In maart 2022 trouwde ze met de Algerijnse wielrenner Yacine Chalel.

## Palmares

### Piste
2015
2nd  Individuele achtervolging, Afrikaanse Kampioenschappen Baanwielrennen
2016
Afrikaanse Kampioenschappen Baanwielrennen
 Sprint
 Puntenkoers
 Keirin
 Individuele achtervolging
 500m
 Ploegenachtervolging
2017
Afrikaanse Kampioenschappen Baanwielrennen
 Keirin
 Individuele achtervolging
 Puntenkoers
 Teamsprint
2018
Afrikaanse Kampioenschappen Baanwielrennen
 Individuele sprint
 Puntenkoers
 Scratch
 Keirin
 Individuele achtervolging
 Teamsprint
2019
Afrikaanse Kampioenschappen Baanwielrennen
 Omnium
 Puntenkoers
 500m
 Keirin
 Scratch
  Madison
Egyptisch Kampioenschap Baanwielrennen
 Omnium
 Individuele achtervolging
 500m
2020
Afrikaanse Kampioenschappen Baanwielrennen
 Omnium
 Puntenkoers
 Scratch
 Individuele achtervolging
 Ploegensprint
Egyptisch Kampioenschap Baanwielrennen
 Omnium
 Keirin
2021
Afrikaanse Kampioenschappen Baanwielrennen
 Omnium
 Puntenkoers
 Scratch
 Afvalling
 Individuele achtervolging
 Madison
 Ploegenachtervolging
2022
Afrikaanse Kampioenschappen Baanwielrennen
 Omnium
 Afvalling
 Scratch
 Puntenkoers
 Madison
 Individuele achtervolging
Egyptisch Kampioenschap Baanwielrennen
 Achtervolging
 Omnium
2023
Afrikaanse Kampioenschappen Baanwielrennen
 Omnium
 Puntenkoers
 Scratch
 Afvalling
2024
Afrikaanse Kampioenschappen Baanwielrennen
 Omnium
 Puntenkoers
 Scratch
 Afvalling
 Ploegensprint
 Ploegenachtervolging
 Madison

### Wegwielrennen
2017
Afrikaanse Kampioenschappen wielrennen
  Ploegentijdrit
2022
Afrikaanse Kampioenschappen wielrennen
 Wegwielrennen
 Tijdrijden
  Ploegentijdrijden
  Gemengd ploegentijdrijden
Ronde van Burundi:
Algemeen klassement
Proloog, 1ste, 2de, 3de, 4de en 5de etappe
Arabische Kampioenschappen wielrennen
 Wegwielrennen
2023
Egyptisch Kampioenschap wielrennen:
 Wegwielrennen
 Tijdrijden
Arabische Kampioenschappen wielrennen
 Wegwielrennen
 Tijdrijden
2022
Egyptisch Kampioenschap wielrennen:
 Wegwielrennen
 Tijdrijden

### Voornaamste wedstrijden
| Jaar | Ronde van Vlaanderen | Parijs-Roubaix | Dwars door Vlaanderen |  | WK op de weg |
| 2014 |                      |                |                       |  | 73e          |
| 2015 |                      |                |                       |  |              |
| 2016 |                      |                |                       |  | opgave       |
| 2017 |                      |                |                       |  |              |
| 2018 |                      |                |                       |  |              |
| 2019 |                      |                |                       |  |              |
| 2020 |                      |                |                       |  |              |
| 2021 |                      |                |                       |  |              |
| 2022 |                      |                |                       |  |              |
| 2023 | opgave               | buit.tijd      | opgave                |  | opgave       |